# Syphax (berg)
Mount Syphax is een berg in Brits-Columbia (Canada). De berg bevindt zich in het Purcell gebergte, dat deel uitmaakt van de Columbia Mountains. De berg heeft een hoogte van 2908 m. Hij wordt geflankeerd door de gelijknamige Syphax gletsjer.